# Baraka Khan
Al-Sa'id Nasir al-Din Baraka Khan (in arabo السعيد ناصر الدين أبو المعالى محمد بن بركة خان بن بيبرس‎?, al-Saʿīd Nāṣir al-dīn Abū l-Maʿālī Muḥammad ibn Baraka Khān ibn Baybars; in turco Berke Khan; Il Cairo, 1260 – Al-Karak, 1280) è stato Sultano mamelucco d'Egitto dal 1277 al 1279.
Era figlio di Baybars.

## Biografia

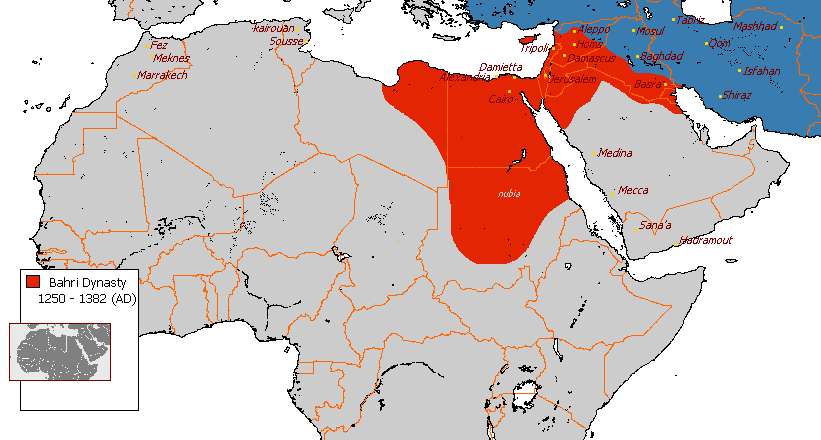
Domini della dinastia Bahri

Suo padre lo fece sposare con la figlia di Qalāwūn, al fine di fare di questi un suo alleato al momento di assumere il potere. Suo padre morì nel 1277.
Fece imprigionare il na'ib (vice-sultano) del padre e lo sostituì con un paggio (ghulām) di origine mongola. Inviò quindi Qalāwūn a condurre una campagna militare contro il regno armeno di Cilicia, ma Qalāwūn capì che si trattava di una manovra per allontanarlo dal Cairo e tornò quasi subito nella capitale. Baraka Khan, che si trovava a Damasco si rifugiò precipitosamente nella cittadella del Cairo, dove fu assediato da Qalāwūn. Il 18 agosto 1279, Baraka Khan fu costretto a cedere e a ritirarsi nella fortezza di Al-Karak, dove morì poco tempo dopo.
Suo fratello Salamish, che aveva appena sette anni, gli succedette per tre mesi, avendo come suo tutore legale e Reggente Qalāwūn.